# Ruth Gates
Ruth Gates est une actrice américaine (28 octobre 1886 à Denton au Texas - 23 mai 1966 à New York) qui fit ses débuts à Broadway dans The Music Master en 1906, se produisant par la suite dans la version théâtrale de I Remember Mama (1944) et reprenant son rôle pour la série télévisée; sa dernière performance sur scène remontait à 1963 dans la production new-yorkaise Opening Night.